# Elia Tamrs
Elia (imię świeckie Isaac Tamras, ur. 1 stycznia 1977 w Irbilu) – duchowny Asyryjskiego Kościoła Wschodu, od 2019 biskup diecezji Bagdadu obejmującej także wiernych w Gruzji i na Ukrainie.

## Życiorys
W 2000 został wyświęcony na diakona. Święcenia kapłańskie przyjął 27 września 2002. W latach 2002–2014 posługiwał w różnych parafiach na terenie Armeniu, Rosji i Ukrainy. 6 czerwca 2019 roku Święty Synod Asyryjskiego Kościoła Wschodu wybrał go na biskupa Bagdadu. Sakrę biskupią otrzymał 3 listopada 2019.